# Muckenreuth (Kirchenpingarten)
Muckenreuth ist ein Gemeindeteil der Gemeinde Kirchenpingarten im Landkreis Bayreuth (Oberfranken, Bayern). Muckenreuth liegt in der Gemarkung Kirchenpingarten.

## Geografie
Das Dorf liegt am Heinersbach und ist von Erhebungen des Fichtelgebirges umgeben: im Westen ist es der Iskaraberg (637 m ü. NHN), im Norden der Rinschenberg (710 m ü. NHN), im Osten der Gänskopf (743 m ü. NHN) und der Schieferberg (722 m ü. NHN). Eine Gemeindeverbindungsstraße führt zur Staatsstraße 2177 (1,8 km südwestlich) bzw. nach Eckartsreuth (1,2 km südlich).

## Geschichte
Der Ort wurde 1181 als „Mucgenrut“ erstmals urkundlich erwähnt. Im Herzoglichen Urbar von 1285 wurde der Ort als „Mukiniut“ aufgeführt.
Muckenreuth lag im Fraischbezirk des oberpfälzischen Landrichteramtes Waldeck-Kemnath. Die Grundherrschaft übte ursprünglich das Rittergut Weidenberg, Unteres Schloss und das Rittergut Weidenberg, Oberes Schloss aus, beides Markgräfliche Lehen. 1745 wurden beide Rittergüter vom Fürstentum Bayreuth gekauft, die in der Oberpfalz liegenden Orte wurden zeitgleich an das Rittergut Reislas abgegeben. Der ehemals unterschlössische Grundbesitz bestand aus zwei Anwesen (1 zu 1⁄6 Hoffuß), 1 zu 1⁄12, der oberschlössische Grundbesitz aus sechs Anwesen (4 je 1⁄4 Hoffuß, 2 je 1⁄8), einem Hirtenhäusel und zwei Inwohnern. Daneben gab es noch vier Anwesen der sogenannten Bartl Reißischen Untertanen (4 je 3⁄8 Hoffuß) und vier Inwohnern. Dem kurfürstlichen Kastenamt Kemnath (Immenreuther Gezirk) unterstanden laut dem Steuerbuch von 1714 fünf Anwesen (3 Güter, 1 Gütlein, 1 Mühle) und ein Inwohner.
Mit dem Gemeindeedikt wurde Muckenreuth dem 1808 gebildeten Steuerdistrikt Kirchenpingarten und der 1818 gebildeten Ruralgemeinde Kirchenpingarten zugewiesen.